# Fritz Bothén
Fritz Oscar Bothén, född 17 februari 1845 i Väsby socken i Malmöhus län, död 8 november 1899 i Karlskrona, var en svensk väg- och vattenbyggnadsingenjör.
Bothén blev student 1863 och utexaminerades från Högre artilleriläroverket på Marieberg 1869. Han blev löjtnant i Väg- och vattenbyggnadskåren 1875 och kapten 1889. Han var elev vid Landskrona-Eslövs och Ystad-Eslövs järnvägsbyggnader 1864–1866, biträdande ingenjör vid Långeds och Munkedals trämassefabrikers byggnad 1870–1873, stationsingenjör vid Kalmar–Emmaboda järnvägsbyggnad 1873–1874, Karlskrona–Växjö järnvägsbyggnad 1874, Nybro–Sävsjöströms järnvägsbyggnad 1874–1876 och Västervik–Åtvidaberg–Bersbo järnvägsbyggnad 1877–1879. Han var avdelningsingenjör vid sänkningen av Hjälmaren och Kvismaresjöarna 1879–1883. Han var kontrollerande ingenjör vid ombyggnad av Eskilstuna sluss 1882, stationsingenjör vid Gävle–Ockelbo järnvägsbyggnad 1883–1884 och kontrollerande ingenjör för upprensning av Nättrabyån 1885–1887.
Bothén var dammästare vid Hyndevad i Hjälmarens utlopp 1881–1883, tjänsteförrättande byggmästare vid Flottans station i Karlskrona 1884, förordnad byggmästare där samma år och rörnätsföreståndare vid Flottans vattenledningsverk mellan Lyckeby och Karlskrona 1884. Han var ledamot av Karlskrona stads byggnadsnämnd 1886 och av stadsfullmäktige 1887. Han var 1884 en av de sökande till tjänsten som stadsingenjör och stadsbyggmästare i Söderhamns stad, men erhöll i den avgörande omröstningen i stadsfullmäktige endast fyra röster mot 20 för Knut Tranberg.
Bothén invaldes som ledamot av Kungliga Örlogsmannasällskapet 1889.